# George Vella
George William Vella, KUOM KCMG (n. 24 aprilie 1942, Żejtun, Southern Region (Nofsinhar)⁠(d), Malta) este un politician maltez și al zecelea și actualul președinte al Maltei. El a fost ministrul afacerilor externe al Maltei din 1996 până în 1998, sub premierul Alfred Sant, și sub prim-ministrul Joseph Muscat din 2013 până în 2017. El a fost inaugurat ca al X-lea președinte al Maltei la 4 aprilie 2019.

## Legături externe
- George William Vella's official page in the Ministry of Foreign Affairs (Malta)